# Андрићева награда
Андрићева награда додељује се годишње за приповетку, циклус или збирку приповедака написану и први пут објављену на српском језику у прошлој години. Награду додељује Задужбина Иве Андрића од 1976. године.

## О награди
Награду у част Ива Андрића, на основу његове тестаментарне воље, установио је Управни одбор Задужбине Иве Андрића на седници одржаној 12. марта 1976. Правилник о додели прилагођаван је 2005, 2006, 2019. и 2020. (Од 2005. Жири је Правилником обавезан да се обазире на достојанство Андрићевог дела.) Одлуку о добитнику доноси трочлани Жири, који именује Управни одбор из редова књижевника, књижевних критичара и историчара књижевности. Жири ради у трогодишњем мандату. Награда се састоји од повеље и новчаног износа. Свечано уручење награде приређује се 10. октобра (на дан рођења Ива Андрића), по правилу у просторијама Задужбине.
Године 2011. (за 2010) награда по први пут није додељена. Према образложењу Жирија, ниједан писац у 2010. години није заслужио награду, иако је било квалитетних дела. Жири је тад радио у саставу: Александар Гаталица (председник), Михајло Пантић и Слободан Владушић.

## Списак награђених
| Година | Добитник                 | За дело                                                                                 |
| ------ | ------------------------ | --------------------------------------------------------------------------------------- |
| 1975   | Драгослав Михаиловић     | „Петријин венац”                                                                        |
| 1976   | Антоније Исаковић        | „Трен 1”                                                                                |
| 1977   | Милисав Савић            | „Ујак наше вароши”                                                                      |
| 1978   | Александар Тишма         | „Школа безбожништва”                                                                    |
| 1979   | Мирко Ковач              | „Слике из породичног албума Мештревића”, (прича)                                        |
| 1980   | Ћамил Сијарић            | „Француски памук“                                                                       |
| 1981   | Светлана Велмар Јанковић | „Дорћол“                                                                                |
| 1982   | Давид Албахари           | „Опис смрти“                                                                            |
| 1983   | Данило Киш               | „Енциклопедија мртвих“                                                                  |
| 1984   | Видосав Стевановић       | „Царски рез“                                                                            |
| 1985   | Радослав Братић          | „Слике без оца“                                                                         |
| 1986   | Младен Марков            | „Старци на селу“                                                                        |
| 1987   | Филип Давид              | „Принц ватре“                                                                           |
| 1988   | Јован Радуловић          | „Даље од олтара“                                                                        |
| 1989   | Радослав Петковић        | „Извештај о куги“                                                                       |
| 1990   | Саша Хаџи Танчић         | „Звездама повезани“                                                                     |
| 1991   | Милица Мићић Димовска    | „Одмрзавање“                                                                            |
| 1992   | Воја Чолановић           | „Природан одговор“                                                                      |
| 1993   | Живојин Павловић         | „Таван“                                                                                 |
| 1994   | Вида Огњеновић           | „Отровно млеко маслачка“                                                                |
| 1995   | Павле Угринов            | „Николета“                                                                              |
| 1996   | Радован Бели Марковић    | „Сетембрини у Колубари“                                                                 |
| 1997   | Данило Николић           | „Улазак у свет“                                                                         |
| 1998   | Мирослав Јосић Вишњић    | „Нови годови“                                                                           |
| 1999   | Александар Гаталица      | „Век“                                                                                   |
| 2000   | Владан Матијевић         | „Прилично мртви“                                                                        |
| 2001   | Милорад Павић            | „Приче са савске падине”, циклус приповедака објављених у књизи „Страсне љубавне приче“ |
| 2002   | Мирослав Тохољ           | „Мала Азија и приче о болу“                                                             |
| 2003   | Михајло Пантић           | „Ако је то љубав“                                                                       |
| 2004   | Јовица Аћин              | Дневник о вагини“                                                                       |
| 2005   | Љубица Арсић             | „Мацо да л' ме волиш“                                                                   |
| 2006   | Горан Петровић           | „Разлике“                                                                               |
| 2007   | Љиљана Дугалић           | „Акт“                                                                                   |
| 2008   | Мирко Демић              | „Молски акорди“                                                                         |
| 2009   | Миленко Пајић,           | „Документарне приче“ из књиге „Имам једну причу за тебе“                                |
| 2010   | Није додељена            | Није додељена                                                                           |
| 2011   | Милован Марчетић         | „Излазак“                                                                               |
| 2012   | Мирјана Павловић         | „Трпеза без главног јела“                                                               |
| 2013   | Драго Кекановић          | „Усвојење“                                                                              |
| 2014   | Угљеша Шајтинац          | „Банаторијум“                                                                           |
| 2015   | Вуле Журић               | „Тајна црвеног замка”                                                                   |
| 2016   | Јелена Ленголд           | „Рашчарани свет”                                                                        |
| 2017   | Владимир Кецмановић      | „Ратне игре”                                                                            |
| 2018   | Драган Стојановић        | „Ћерка шпанског борца”                                                                  |
| 2019   | Анђелко Анушић           | „Легенда о в/ј/етром вијанима”                                                          |
| 2020   | Дејан Стојиљковић        | „Неонски блуз”                                                                          |
| 2021   | Игор Маројевић           | „Сликописање” из књиге „Све за лепоту”                                                  |
| 2022.  | Дарко Тушевљаковић       | „Хангар за снове”                                                                       |
| 2023.  | Срђан Тешин              | „Црна Анђелија и друге зверске приче”                                                   |